# NGC 896
NGC 896 (nota anche come W3) è una nebulosa diffusa in associazione ad un ammasso aperto, visibile nella costellazione di Cassiopea, verso il confine con la Giraffa.

## Osservazione
È individuabile circa 5 gradi a sud-est della stella ε Cassiopeiae, ma si può individuare anche partendo dall'Ammasso Doppio di Perseo e spostandosi di circa 5 gradi in direzione nord-nord-est; costituisce apparentemente la parte più occidentale e più luminosa della nebulosa di IC 1848, la Nebulosa Cuore. Per poterla individuare occorre un buon ingrandimento e dei filtri adatti. Una foto a lunga posa o una camera CCD rivela invece l'oggetto con una certa facilità. L'intero complesso di nebulose visibili in quest'area si presenta circumpolare dalla gran parte delle regioni dell'emisfero boreale; i mesi migliori per la sua osservazione vanno da ottobre ad aprile.

## Struttura e fenomeni di formazione stellare
NGC 896 e la vicina nube IC 1795, con la quale NGC 896 è direttamente connessa, si trovano all'interno del complesso nebuloso W3, il quale possiede una forma a guscio, ed emettono luce visibile. Si tratta di un complesso nebuloso costituito da varie sezioni, catalogate come W3 North, W3 Main e W3(OH), la cui massa, sommata assieme, equivale a circa 70000 M⊙. W3 North comprende la sezione più settentrionale della nube, W3 Main coincide con la parte più luminosa posta ad ovest e W3(OH) è la regione oscura situata poco a sudest di W3 Main.
NGC 896 è uno degli addensamenti nebulosi più brillanti della regione in cui è inserito ed è situato sul settore occidentale della nube W3, ma non mostra delle concentrazioni di stelle ben definite. La stella centrale dominante di IC 1795 è una nana blu sulla sequenza principale, catalogata come BD +61° 411, con una magnitudine apparente pari a 10,28 e una classe spettrale O6.5V; in aggiunta a questa vi sono altre tre stelle di classe O e B. La loro età, determinata tramite i modelli evoluzionistici stellari dopo aver determinato la loro posizione nel diagramma HR, è compresa fra 3 e 5 milioni di anni, un'età intermedia fra i 6-20 milioni di anni circa della struttura a guscio che racchiude il complesso e 1 milione di anni, che è l'età delle stelle più giovani e ancora avvolte nella nebulosità delle regioni compatte W3 North, Main e (OH).
La regione di W3 Main, in particolare, è uno dei siti più studiati in cui avviene la formazione di stelle di grande massa, dopo quella di Orione; si tratta di una delle aree più dense e ricche di regioni H II comprese entro il raggio di 2000 parsec dal Sole, le quali ospitano e nascondono una giovane associazione di stelle blu, che ionizzano con la loro radiazione le nubi di gas residue. Si possono distinguere diverse regioni distinte, tutte catalogate con lettere dell'alfabeto latino maiuscolo: W3H, W3J e W3K sono delle regioni disperse, W3A, W3B e W3D sono regioni compatte e W3C, W3E, W3F e W3G sono regioni ultracompatte; a queste si aggiungono otto regioni ipercompatte, del diametro reale di circa 0,01 pc, equivalenti visualmente a meno di 1 secondo d'arco. Le immagini riprese a varie lunghezze d'onda come nel visibile, nell'Hα e ad altre lunghezze mostrano la presenza di un getto di emissione proveniente da W3 Main che sembra emergere dalla nube molecolare che la circonda. Le stelle eccitatrici di queste regioni minori sono state in gran parte identificate, tramite studi a varie lunghezze d'onda, come le onde radio; si tratta di stelle di classe O.